# Carl Olof Erik Lindin

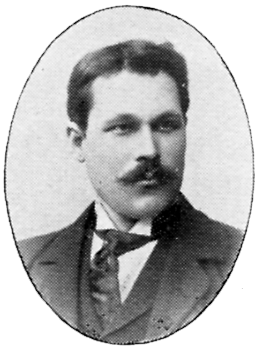
Carl Olof Erik Lindin.

Carl Olof Erik Lindin, född 15 juni 1869 i Fellingsbro, död 1942 i Woodstock i New York, var en svensk-amerikansk bildkonstnär.
Lindin emigrerade till USA 1888. Han studerade i Chicago och sedan i Paris 1893–1896 där han var elev till Jean-Paul Laurens, Jean-Joseph Benjamin-Constant och Edmond Aman-Jean.   